# Curt Merckel
Curt Merckel (* 4. September 1858 in Stettin; † 12. November 1921 in Hamburg; vollständiger Name: Curt Albert Julius Merckel) war ein deutscher Bauingenieur und Baubeamter in Hamburg.

## Leben
Curt Merckel war ein Sohn des Kaufmanns Karl Merckel und dessen Ehefrau Kathinka Merckel geborene Mackrodt. Nach dem Besuch einer Realschule in Homburg zog er 1873 mit seiner Familie nach Hamburg. Hier besuchte er die Realschule der evangelisch-reformierten Gemeinde, die er 1873 abschloss. Anschließend absolvierte er einen halbjährigen Militärdienst und begann im Herbst 1875 ein Studium des Bauingenieurwesens an der Polytechnischen Hochschule Hannover. Merckel beendete das Studium im Juli 1880 mit einer erfolgreich bestandenen Abgangsprüfung. Anschließend übernahm er kurzzeitig Konstruktionsaufgaben als technischer Zeichner in einem Zivilingenieur-Büro und war anschließend fast ein Jahr arbeitslos.
Im Oktober 1881 erhielt er eine Stelle bei der Baudeputation der Stadt Hamburg und wurde 1882 Mitglied im Architekten- und Ingenieurverein zu Hamburg. Nachdem er in die Ingenieurabteilung versetzt worden war, arbeitete er gegen Tagegeld als Ingenieur und leitete 1883/1884 die Bauausführung der Brooktorkaibrücke. Neben den Neubauten der St.-Annen-Brücke im August 1885 leitete er den Neubau der Kornhausbrücke in der Speicherstadt. In der Folgezeit bewarb sich Meckel mehrfach, zunächst erfolglos, um höhere Positionen bei der Baudeputation. Am 1. April 1888 erhielt er die Stelle eines Baukondukteurs 2. Klasse. Merckel hatte somit den Beamtenstatus im hamburgischen Staat erlangt.
Anfang 1889 wurde Merckel zum Baumeister ernannt und erhielt eine Ehrengabe in Höhe von 1500 Mark als Zeichen der Anerkennung seiner Leistungen. Ein Jahr später übernahm Merckel die Leitung des Umbaus der Rathausschleuse am Alsterfleet. Als nach der Choleraepidemie von 1892 Ablagerungsbecken und Filtrationsanlagen errichtet werden sollten, übernahm er 1893 die Bauführung im Auftrag der neuen Stadtwasserkunst. Am 1. August 1893 wurde Merckel zum Baumeister 1. Klasse und technischen Bürovorsteher für die Allgemeine Abteilung des Zentralbüros für Ingenieurwesen befördert.
Merckel, der preußischer Staatsbürger war, erwarb am 6. Juli 1894 die hamburgische Staatsangehörigkeit. Ab dem 10. August 1895 reiste er für mehrere Wochen durch Deutschland, um Bauten des Ingenieurwesens und des Wasserbaus zu besichtigen. Die Reise führte ihn nach Elberfeld-Barmen, Frankfurt am Main, Hagen, Halle (Saale), Köln, Magdeburg, Mannheim, Nürnberg, Remscheid, Stuttgart, Rothenburg ob der Tauber und Henrichenburg. Im April 1896 beschloss die Baudeputation, Merckel zum Bauinspektor zu ernennen. Der Ingenieur leitete damit auch das Zentralbüro für maschinelle Einrichtungen. Die Oberschulbehörde beauftragte Merckel, in den Wintersemestern öffentliche Vorträge zu halten. Merckel lehrte von 1896 bis 1907 hauptsächlich zur Technikgeschichte und schrieb in diesem Rahmen 1899 sein erstes Buch mit dem Titel Die Ingenieurtechnik im Alterthum.
Mit der Berufung zum Abteilungsleiter für das Sielwesen im Juli 1901 war Merckel verantwortlich für den Bau drei neuer Stammsiele. Die Erweiterung der Kanalisation war 1899 aufgrund der mit der steigenden Bevölkerungszahl zunehmenden Abwassermengen beschlossen worden und konnte 1904 nach Plan fertiggestellt werden. Nachdem Merckel im Oktober 1906 zum Baurat ernannt worden war, vertrat er den seit Juli 1907 amtierenden Baurat Ferdinand Sperber und leitete in dieser Position die allgemeine Abteilung des Zentralbüros. Mit der Berufung zum Leiter eines neu eingerichteten Dezernats im Juli 1907 erweiterte sich Merckels Aufgabengebiet im Zentralbüro. Er war nun auch Vorgesetzter der Abteilungen für das Transportwesen, die Eisenbahn, Stadterweiterung und -reinigung sowie Abfuhr und Vermessung. Zum 1. April 1920 wurde er zum Baudirektor befördert und hatte diese Position bis zu seinem Tod nach kurzer Krankheit im November 1921 inne.
Merckel sammelte zahlreiche Dokumente zur Neugestaltung des Hamburger Abwassersystems. Im August 1910 übergab er der Baudeputation das Buch Die Kanalisation der Freien und Hansestadt Hamburg, das bis heute als Standardliteratur angesehen wird.
Curt Merckel war seit dem 9. August 1886 mit der geschiedenen Georgine Hass verheiratet, die zwei Töchter mit in die Ehe brachte. Merckel und Hass hatten gemeinsam zwei Töchter und einen Sohn, der während des Ersten Weltkriegs 1916 bei Kämpfen starb.
1948 ehrte die Stadt Hamburg Curt Merckel mit der Benennung des Merckelwegs im Stadtteil Groß Borstel.

## Schriften
- Die Ingenieurtechnik im Alterthum. Springer, Berlin 1899. (als Nachdruck: Olms, Hildesheim 1969.)
- Die Kanalisation der Freien und Hansestadt Hamburg. von Boysen & Maasch, Hamburg 1910.